# Bänö
Bänö är en by i Föglö kommun på Åland med 1 invånare (2023). Den ligger i den del av kommunen som kallas Vargskär och gränsar mot byarna Jyddö och Ulversö i väster, Brändö och Horsholma i söder samt i öster mot byn Sottunga i Sottunga kommun och i norr åt Mosshaga i samma kommun. 
Bebyggelsen ligger på ön Bänö, som är drygt 2 kilometer i nord–sydlig riktning. 
I kameralt hänseende är Bänö historiskt ett enstaka hemman. Hemmanet delades i början av 1800-talet i två brukningsdelar mellan bröderna Erik Karlsson (1798–1848) och Mats Karlsson (1806–1891). Efter dem kallades de två gårdarna Erkas och Mattas.
Bänö har förbindelse med grannön Ulversö med en privat färja.
Bänö hörde till Föglö församling fram till 2006, därefter till Ålands södra skärgårdsförsamling.

## Historia
Liksom resten av Ålands skärgård befolkades Bänö under medeltiden. Om den äldre historien vet vi inte mer än vad ortnamnet avslöjar: att ön en gång i tiden togs i besittning av en person med namnet Benne (en kortform av Benedikt).
Byn nämns första gången 1537, i den äldsta bevarade skatteboken. Bonden hette då Nils Jönsson. Den enda gården i Bänö verkar ha varit påtagligt välbärgad. När den så kallade silverskatten (Älvsborgs lösen) skulle erläggas 1571 fick Bänöbonden, som då hette Lasse Nilsson, betala 18 mark. Det var mest i hela Föglö pastorat, till och med mer än kyrkoherden. Boskapslängderna på 1620-talet anger att gården i Bänö höll 16 kor, vilket var ovanligt mycket och visar hur viktig boskapsskötseln var försörjningen.

### Livet i byn på 1770-talet
Den första kartan över Bänö upprättades 1776–77. Lantmätaren Christian Braxer ger en utförlig beskrivning av bondens villkor. Han börjar med att noggrant räkna upp alla åkrar, ängar och holmar och deras beskaffenhet och fortsätter sedan med skogen. Någon barrskog fanns inte i Bänö, utan de trädslag som lantmätaren nämner är al, björk, ek och ask samt enbuskar. Skogen räckte till ved att elda med, och dessutom kunde bonden vart åttonde eller vart tionde år sälja fyra eller fem famnar ved. Men timmer, gärdsel och stör samt båt- och kimvirke måste köpas från annat håll. Om vårarna jagade folket i Bänö sjöfågel, men endast till husbehov. På byns vatten fanns tre strömmingsnotvarp, två vid hemlandet och ett på Bockholm. Men vattnet var inte särskilt djupt och därför blev fångsterna inte större än att fem eller sex tunnor strömming kunde säljas årligen. Också fjällfisk fångades, särskilt om höstarna, och det räckte till husbehov och även till försäljning av några lispund. Hemmanets mulbete var ”gott och mustigt”, och som den viktigaste näringen nämns ”boskapsaveln” (boskapsskötseln), som gav Bänöbonden de inkomster han behövde för att kunna betala kronoutlagorna (skatterna).

### Osttillverkning
Något som inte direkt nämns på kartan, men som framskymtar indirekt genom boskapsskötseln, är tillverkningen av ost. Det var en specialitet i Föglö och särskilt i Vargskär samt i Husö i Sottunga. När Weckström sammanställde sitt geografiska lexikon i början av 1850-talet noterade han om Bänö: ”Här är ett af socknens ost-tillverkningsställen.”
Osten kallades för det mesta Ålandsost, ibland Föglöost. Åboprofessorn Per Adrian Gadd skrev 1759 att den ”täflar ofta med mången Parmesanost om företrädet”, medan geografen och lantbrukaren Eric Tuneld var lite mer återhållsam och konstaterade 1773 att osten från Åland var en av de bästa som tillverkades i Sverige.

### Befolkningsutveckling
| Befolkningsutvecklingen i Bänö 1970–2020 | Befolkningsutvecklingen i Bänö 1970–2020 | Befolkningsutvecklingen i Bänö 1970–2020 | Befolkningsutvecklingen i Bänö 1970–2020 | Befolkningsutvecklingen i Bänö 1970–2020 |
| ---------------------------------------- | ---------------------------------------- | ---------------------------------------- | ---------------------------------------- | ---------------------------------------- |
|                                          |                                          |                                          |                                          |                                          |
| År                                       |                                          |                                          | Folkmängd                                |                                          |
| 1970                                     | 1970                                     |                                          | 3                                        |                                          |
| 1980                                     | 1980                                     |                                          | 3                                        |                                          |
| 1990                                     | 1990                                     |                                          | 4                                        |                                          |
| 2000                                     | 2000                                     |                                          | 3                                        |                                          |
| 2010                                     | 2010                                     |                                          | 2                                        |                                          |
| 2020                                     | 2020                                     |                                          | 1                                        |                                          |
|                                          |                                          |                                          |                                          |                                          |

## Bänömorden
Ålands sannolikt brutalaste rånmord utspelade sig pingstdagen 1748 i Bänö. Flertalet av gårdens invånare befann sig i kyrkan när tre förrymda fångar, båtsmännen Henrik Falk, Christian Benner och Algot Holm, tog i land och gick upp till gården och begärde brännvin. Där fanns fyra personer: tjänsteflickan Anna Stina Boberg, 14 år, tjänstedrängen Mats Andersson, 15 år, pigan Kajsa Eriksdotter, 18 år, och en sextioårig änka vid namn Valborg. Båtsmännen slog ihjäl dem en efter en. Som tillhyggen användes ett vasst vedträ och en yxhammare. 
Det dröjde inte länge innan båtsmännen kunde infångas i Stockholm och föras tillbaka till Åland för rättegång. Utgången var tämligen given: ”De ska till välförtjänt straff mista högra handen, halshuggas och steglas”, står det i rättegångsprotokollet.
Enligt åländsk sedvänja skedde avrättningen i den by där brottet hade begåtts. En liten holme i Bänö, kallad Tvigskär och belägen invid segelleden, blev utvald. Onsdagen den 17 augusti 1748 hade bödeln byggt upp stupstocken och avrättningarna verkställdes.
Sedan den dagen kallades holmen inte längre Tvigskär utan Galgholmen. Några synliga spår efter avrättningen finns inte längre. Stupstocken var säkert byggd i trä och de tre missdådarnas kroppar lämnades på steglen till korparnas förtjusning.

## Holmar och skär
Bland de större holmarna och skären som hör till byn Bänö märks:
- Bockholm (visa på karta), 38,4 hektar, största längd 1,2 kilometer. Terrängen på Bockholm består av hällmarksskog som övergår i alskog i lågt liggande områden. Längs den södra stranden växer vass och även Hemströmmen mellan Bockholm och Bänö är igenväxt av vass. Kraftledningen (45 kV) från Finland till Åland passerar över Bockholm.
- Brandholm (visa på karta), 13 hektar, största längd 700 meter.
- Bänö ön (visa på karta), största längd 1,6 kilometer, har genom landhöjningen i öster växt samman med två mindre holmar, Brännknuven och Foderholmen.
- Enskär (visa på karta), 6,8 hektar, största längd 450 meter. Enskär ligger där stora farleden mellan Sverige och Finland gör en skarp gir. På holmen finns både en mindre fyr och ett kummel. Här var skärgårdsfärjan Skiftet nära att kollidera med Viking Lines färja Viking Grace den 12 augusti 2023.[10]
- Foderholmen (visa på karta), 8,2 hektar, största längd 500 meter, obebyggd.
- Galgholmen (ursprungligen Tvigskär) (visa på karta), största längd knappt 200 meter, obebyggd. Holmen är känd som avrättningsplats för tre båtsmän som begick ett fyrdubbelt rånmord i Bänö 1748 (se ovan och Galgholmen).
- Glosholm (visa på karta), 3,4 hektar, största längd 330 meter, obebyggd.
- Gåsholmen (visa på karta), 1,1 hektar, största längd 150 meter, obebyggd.
- Gåsskär (visa på karta), 14,5 hektar, största längd 800 meter, obebyggd.
- Killing (visa på karta), har genom landhöjningen växt samman med Killings ören, den sammanlagda arealen är 6,3 hektar och största längd 490 meter, obebyggd.
- Kummelören (visa på karta), 1,5 hektar, största längd 220 meter, obebyggd. På holmen finns ett kummel.
- Norrklobba (visa på karta), 8,9 hektar, största längd 470 meter, obebyggd.
- Slätskär (visa på karta), 5,2 hektar, största längd 310 meter, obebyggd.
- Trollholmen (visa på karta), 1,8 hektar, största längd 240 meter, obebyggd.
- Tvigskär, se Galgholmen.